# Dekanat Pasłęk I
Dekanat Pasłęk I – jeden z 21 dekanatów w rzymskokatolickiej diecezji elbląskiej.

## Parafie
W skład dekanatu wchodzi 6 parafii:
- parafia św. Piotra Apostoła – Młynary
- parafia MB Częstochowskiej – Nowica
- parafia św. Stanisława – Osiek
- parafia św. Józefa – Pasłęk
- parafia Zmartwychwstania Pańskiego – Słobity
- parafia Przemienienia Pańskiego – Wilczęta

## Sąsiednie dekanaty
Elbląg – Południe, Elbląg – Północ, Frombork (archidiec. warmińska), Morąg, Orneta (archidiec. warmińska), Pasłęk II, Pieniężno (archidiec. warmińska)